# محمدرضا بائوج
محمدرضا بائوج (زادهٔ ۱ اوت ۱۹۹۶) بازیکن فوتبال اهل ایران است که در پست مهاجم برای باشگاه فوتبال سایپا تهران در لیگ برتر خلیج فارس بازی می‌کند.